# Анна фон Хоенлое-Уфенхайм-Ентзе
Анна фон Хоенлое-Уфенхайм-Ентзе (на немски: Anna von Hohenlohe-Uffenheim-Entsee; * ок. 1400; † сл. 8 август 1392/пр. 1426) е благородничка от Хоенлое-Шпекфелд-Уфенхайм-Ентзе и чрез женитба графиня на Кастел.

## Произход
Тя е дъщеря на Готфрид III фон Хоенлое-Уфенхайм-Ентзе († пр. 1392) и съпругата му графиня Анна фон Хенеберг-Шлойзинген († сл. 1388), дъщеря на граф Йохан I фон Хенеберг-Шлойзинген († 1359) и ландграфиня Елизабет фон Лойхтенберг († 1361).
Сестра е на Елизабет († 1445), омъжена 1394 г. за шенк Фридрих III Шенк фон Лимпург († 1414), и на Йохан фон Хоенлое-Шпекфелд († 24 октомври 1412), господар ма Шпекфелд, рицар, убит в битката на Кремер Дам, който е наследен от съпрузите на сестрите му.

## Фамилия
Aнна фон Хоенлое-Уфенхайм-Ентзе се омъжва пр. 8 август 1392 г. за граф Леонхард фон Кастел (* 1379; † 16 юни 1426), син на граф Фридрих III фон Кастел († ок. 1376/1379) и съпругата му Елигин (Аделхайд) фон Насау-Хадамар († пр. 1416). Те имат децата:

- дете
- Вилхелм II († 7 август 1479), женен пр. 1435 г. за графиня Анна фон Хелфенщайн († 1472)
- Фридрих VIII († ок. 1431)
- Елизабет († 1 юли 1419), омъжена на 17 юли 1413 г. за граф Томас II фон Ринек († 1431)
- Барбара († ок. 1434/1440), абатиса на Китцинген
- Анна († 1432 в Китцинген)